# Стефурак Олена Едуардівна
Стаднік Олена Едуардівна (нар. 19 травня 1988, м. Київ) — журналістка, волонтерка, член партії “Сила Людей”, помічниця народної депутатки Наталії Веселової, кандидатка на позачергових виборах до Верховної Ради України у 2019 році по одномандатному виборчому округу №213 у м. Київ. .

## Біографія
Член партії “Сила Людей”, яка входить до Альянсу лібералів та демократів Європи.
Член ВМГО “Європейська молодь України”, яка входить до об'єднання Європейської ліберальної молоді (European Liberal Youth, LYMEC) та Міжнародної федерації ліберальної молоді (International Federation of Liberal Youth, IFLRY). Співзасновниця та повний член Національної молодіжної ради України.
Займає позиції лібералізму та активного відстоювання прав людини, виступає за євроатлантичну інтеграцію України, при цьому враховуючи досягнення українського націоналізму та патріотизму.

### Євромайдан
З 22 листопада 2013 року активна учасниця Революції Гідності.
Співзасновниця 38 Сотні імені загиблого Устима Голоднюка. Одним з найпопулярніших дописів про Майдан 2014 року стала стаття про смерть Героя України Устима Голоднюка:
На момент побиття студентів намагалася протидіяти незаконним діям спецпризначенців.
Одна з очевидців, які задіяні у фільмі “Зима у вогні”.

### Війна на сході України
У червні 2014 року писала про окупований Крим. Співпрацювала з проукраїнськими активістами в м. Ялта.
Допомагала волонтерам у військових госпіталях.
Підтримує тісні контакти з майданівцями, ГО "Родина Героїв "Небесної Сотні". Писала про суди над спецпризначенцями, які брали участь у силовому розгоні Майдану.
У квітні 2014 року підтримала Марш Єдності у Харкові. Писала про побиття проукраїнських активістів харківським Беркутом на межі Харківської та Полтавської областей.
У 2014-2015 роках, як волонтерка та журналістка, допомагала військовим, працювала в зоні АТО.
Працювала репортеркою у ІА “Українські Новини” та прес-секретаркою Міністерства надзвичайних ситуацій.
У 2017 році посіла посаду прес-секретаря в Міністерстві з питань тимчасово окупованих територій та внутрішньо переміщених осіб України.
Як помічниця народного депутата працювала над питаннями захисту прав ВПО, людей, які проживають на окупованих територіях та уздовж лінії розмежування, бійців АТО та проблемами реінтеграції Донбасу.
Разом з ГО “Регіональне об’єднання молоді” займалася організацією низки тренінгів про журналістику розслідувань.

## Сім’я
- Син — Олег Стефурак, 8 років.

## Освіта
2010 — Національний університет “Києво-Могилянська академія”. Факультет гуманітарних наук, спеціальність культурологія. (Дідюк Олена Едуардівна)
2012 — Київський національний університет театру, кіно і телебачення імені І. К. Карпенка-Карого, Інститут екранних мистецтв, спеціальність "кінознавство".[неавторитетне джерело]
2011 — Національний педагогічний університет імені М.П. Драгоманова. Інститут філософської освіти та науки, спеціальність "культурологія".[неавторитетне джерело]